# ييغور تشيرنيشوف (لاعب كرة قدم)
ييغور تشيرنيشوف (بالروسية: Чернышёв, Егор Алексеевич)‏ هو لاعب كرة قدم روسي في مركزي الوسط والهجوم، ولد في 10 يوليو 1998 في إيركوتسك في روسيا. لعب مع نادي بلشينا بوبرويسك.

## وصلات خارجية
- ييغور تشيرنيشوف على موقع Soccerway.com (الإنجليزية)